# Кедми, Яков
Я́ков Ке́дми (ивр. יעקב קדמי‎; урожд. Я́ков  Ио́сифович Казако́в; род. 5 марта 1947, Москва) — в прошлом израильский государственный деятель, дипломат, руководитель службы «Натив» (1992—1999), специализировавшейся на связях с евреями на постсоветском пространстве.
В 1969 году совершил алию в Израиль. Принимал участие в Войне Судного дня, где служил в одном танковом батальоне с будущим премьер-министром Израиля Эхудом Бараком. Занимал руководящие должности в «русском отделе» МИД Израиля.
С 2010-х годов выступает с политическими комментариями на российском телевидении и радио, в основном, участвует в передачах Владимира Соловьёва.
25 февраля 2023 года Евросоюз ввёл против Кедми персональные санкции за распространение прокремлёвской пропаганды и оправдывание российской агрессии против Украины.

## Биография

### В СССР
Родился 5 марта 1947 года в Москве в семье инженерно-технических работников. Учился заочно в ВЗИИТе и работал на заводе бетонщиком-арматурщиком, поскольку был старшим из троих детей и помогал обеспечивать семью.
19 февраля 1967 года пришёл в израильское посольство в Москве и сказал, что хочет эмигрировать в Израиль. Сотрудник посольства Амикам заподозрил, что акция Казакова является провокацией КГБ, поэтому не ответил на его просьбу разрешить ему иммиграцию в Израиль. Спустя неделю Казаков вновь пришёл в посольство, где Амикам снабдил его материалами и бланками для эмиграции в Израиль. 11 июня 1967 года в день, когда СССР объявил о разрыве дипломатических отношений с Израилем в связи с Шестидневной войной, публично отказался от советского гражданства и потребовал предоставления ему возможности выехать в Израиль. В тот же день он пробрался в американское посольство в Москве и беседовал с консулом на тему выезда в Израиль. 20 мая 1968 года Яков Казаков написал письмо в Верховный Совет СССР, в котором осудил политику антисемитизма, потребовал освобождения от советского гражданства и провозгласил себя гражданином Израиля. В обращении к депутатам Верховного Совета СССР он написал: «Я не желаю быть гражданином страны, где евреи подвергаются насильственной ассимиляции, где мой народ лишается своего национального лица и своих культурных ценностей… Я не желаю жить в стране, правительство которой пролило столько еврейской крови… Я не желаю вместе с вами быть соучастником уничтожения государства Израиль…». Его заявление стало первым открытым вызовом такого рода. У Якова не было родственников в Израиле, а немногочисленные разрешения на выезд выдавались только в целях «воссоединения семей». После выхода из американского посольства, которое прослушивалось КГБ, Яков был задержан и допрошен, но не был арестован. Сотрудники КГБ хотели организовать призыв Якова в Советскую армию для его изоляции из общественной среды, но он заявил, что его родиной является Израиль и он готов служить только в одной армии — Армии обороны Израиля. Из-за ввода советских войск в Чехословакию его призыв в армию был отложен. В феврале 1969 года он получил разрешение на эмиграцию в Израиль и предписание в течение двух недель покинуть Советский Союз.

### В Израиле

Иммиграция из России в Израиль по российским и израильским данным. Руководство Кедми службой Натив пришлось на время крупной эмиграции евреев из распавшегося СССР в Израиль.

Был активистом общественного движения в поддержку репатриации советских евреев вместе с журналисткой (а затем и депутатом) Геулой Коэн, депутатом Шуламит Алони и другими создавшими организацию «Узники Сиона». В 1970 году в Нью-Йорке провёл голодовку перед зданием ООН в связи с тем, что в СССР отказывали в разрешении на выезд его семьи в Израиль.

#### Служба в Цахале и участие в Войне Судного дня
После приезда в Израиль своих родителей с 4 августа 1970 года добровольно призвался на срочную службу в Армию обороны Израиля. Служил в бронетанковых войсках. В период учёбы в офицерском общевойсковом училище во время учений «Инициатива» с отработкой боёв в городе, при стрельбе из миномёта получил серьёзную травму ушей. Был официально признан военным инвалидом, однако отказался покинуть Цахал и переквалифицировался в офицера-разведчика бронетанковых войск, добившись зачисления в разведшколу при спецназе «Эгоз». Принимал участие в Войне Судного дня, где, совмещая должности заведующего разведывательного отделения и заведующего оперативной частью 100-го танкового батальона бронетанковой бригады «Бней Ор», входил в состав экипажа танка командира батальона Эхуда Барака, будущего Начальника Генштаба и премьер-министра Израиля. Личное знакомство с ним и пребывание в одном танке в боях на войне помогло дальнейшей карьере Кедми. Во время войны принимал участие в самых кровопролитных сражениях, таких как «Битва за китайскую ферму» и форсирование Суэцкого канала.

#### Карьера в «Нативе» и массовая Алия в Израиль
Затем учился в Технионе на химическом факультете, потом окончил Тель-Авивский университет и Колледж национальной безопасности. После окончания обучения работал офицером безопасности по предотвращению терактов в авиации в авиакомпании «Эль-Аль».
Во второй половине 1977 года по предложению главы правительства Менахема Бегина начал работать в бюро по связям «Натив», которое занималось, в частности, нелегальной эмиграцией евреев из стран советского блока. 1 мая 1978 года приступил к работе в эмиграционном транзитном центре в Вене, одновременно сменив фамилию на ивритоязычную — Кедми.
В 1988—1990 годах работал сотрудником консульской группы израильского МИД при посольстве Нидерландов в Москве. В декабре 1988 года принимал участие в разрешении кризиса, связанного с захватом заложников и угоном самолёта из СССР в Израиль. Карьера Кедми в МИД Израиля как дипломата была одновременно работой сотрудника спецслужбы под дипломатическим прикрытием. При этом Кедми практически всегда находился в конфликте с аппаратом МИДа, так как считал их «неэффективными бюрократами» по сравнению со спецслужбами, такими как «Натив» или «Моссад».
В 1990—1992 годах занимал должность заместителя директора, с 1992 по 1999 год — директор «Натив».
В 1999 году вышел в отставку. По словам Кедми, он обеспечил перенаправление потока еврейских эмигрантов с США на Израиль в октябре 1989 года, результатом чего стала массовая алия начала 1990-х годов. За время управления Кедми «Нативом» спецслужбе удалось увеличить население Израиля за счёт иммигрантов из СНГ/СССР более чем на 1 млн человек.
В октябре 1997 года премьер-министр Израиля Биньямин Нетаньяху создал так называемую «специальную группу» — межведомственный комитет, который занимался проблемой иранской гонки вооружений и связями Ирана с Россией в военной области. Кедми был одним из ключевых членов этого комитета. Предложения Кедми использовать еврейское лобби в России в качестве противодействия интересам Тегерана были отвергнуты главой правительства. После этого отношения между Нетаньяху и руководителем его канцелярии Авигдором Либерманом, с одной стороны, и Кедми — с другой, испортились.
Михаил Фальков в досье, посвящённом Кедми, отмечает следующие важные факты его биографии: в 1996—1999 годах Кедми имел политическое влияние за счёт личного знакомства с ключевыми политиками Израиля, а также был ключевым участником комитета спецслужб Израиля при премьер-министре Биньямине Нетаньяху по проблематике вооружённых сил Ирана. Кедми лично знаком с Владимиром Путиным с начала 1990-х годов. Кедми «существенно способствовал массовой репатриации евреев вначале из СССР, а затем из стран СНГ в Израиль, а также внёс значительный вклад в развитие израильско-российских отношений».

#### Отставка из Натива, скандал вокруг операции «Гешер»
Кедми ушёл в отставку в январе 1999 года из-за разногласий с премьер-министром Биньямином Нетаньяху. В ответ на опубликование Кедми содержания письма об отставке, Нетаньяху раскрыл журналистам скрытые части из отчёта Государственного контролёра Израиля о службе Натив, из которого следовало, что Кедми во время своего нахождения в должности главы Натива якобы подкупил российского чиновника. В результате Кедми подал жалобу на премьера в подозрении на нарушение законов о безопасности государства и направил ходатайство в Верховный суд Израиля в свете отказа юридического советника правительства Израиля (и по совместительству генерального прокурора) Эльякима Рубинштейна начать расследование.
Ходатайство было отклонено Верховным Судом Израиля, который решил не вмешиваться в решение юридического советника. При обсуждении на совместном заседании парламентского Комитета государственного контроля с Комитетом по иммиграции и абсорбции, созванном для того, чтобы предоставить Кедми возможность отреагировать на отчёт государственного контролёра Израиля о службе Натив, госконтролёр Мирьям Бен-Порат резко раскритиковала телевизионное выступление Кедми, в котором он утверждал, что проверка в отношении службы Натив не являлась профессиональной. Кедми также добавил на заседании, что не принимает отчёт, считая его «неточным и несправедливым», так как его составляли люди, недостаточно разбирающиеся в этом вопросе. Бен-Порат заявила, что реакция Кедми на отчёт нахальна, и добавила, что все представленные выводы были хорошо проверены, и отчёт базируется на самых прочных фактах. По её словам, «изумительно и очень плохо, что госслужащий позволяет себе ставить под сомнение отчёт государственного контролёра, зная, что его утверждения не имеют реальной основы».
С другой стороны причиной отставки стали громкие скандалы по ряду специальных операций «Натива». Так, с 1996 года стала известна операция «Гешер» («Мост») по тайному вывозу из детских домов СНГ детей-евреев под видом сирот. Всего было вывезено 150 детей в возрасте от 5 до 18 лет. Громкий скандал привёл в 1997 году к высылке из России трёх сотрудников «Натив», работавших под дипломатическим прикрытием, что вызвало конфликт Кедми с МИД Израиля. Против таких практик выступило и руководство израильских спецслужб «Моссад» и «Шабак». Комиссия Кнессета по иммиграции и абсорбции также посчитала операцию незаконной и аморальной и в 1996 году рекомендовала распустить «Натив». Однако на слушаниях в Кнессете Кедми удалось доказать, что дети являлись сиротами, и их против воли никто не перемещал и не удерживал. Как минимум пять детей сами вернулись в Россию. Кедми на упрёки в кнессете, что операция сильно напоминает «похищение детей», отвечал, что гордится этой операцией, так как условия содержания «эвакуированных» детей были, по его мнению, ужасными и он действовал в их интересах. С этой точкой зрения согласились многие депутаты Кнессета, и Кедми удалось сохранить Натив. История получила неожиданное продолжение в 1998 году, когда Интерполом был задержан некий Богуслав Багсик, похитивший $116 млн. На суде Багсик заявил, что сотрудничал с «Нативом» и спецслужбами Польши в рамках операции «Гешер», в благодарность спецслужбы позволили ему скрыться с похищенными мошенническим образом деньгами. И хотя спецслужбы Польши категорически отрицали своё участие в переброске детей в Израиль через территорию Польши и какие-либо контакты с Багсиком, слушания в кнессете возобновились, подрывая репутацию Кедми и «Натива».
Как указано выше, глубокий финансовый аудит «Натива» вскрыл ряд серьезных нарушений и аудиторы стали опротестовывать расходы на вербовку агентуры «Нативом», что привело к череде судебных разбирательств. В 1999 году было объявлено о фактической ликвидации «Натива» в старой форме и передаче его под контроль «Моссада», что сделало отставку Кедми неизбежной.

#### Деятельность после «Натива»
После выхода в отставку с поста главы «Натива» стал получать пенсию, равную пенсии генерала. Занимается бизнесом, читая лекции по безопасности и выступая аналитиком в различных СМИ. В июне 2022 года, будучи представлен как «известный политолог», был принят министром иностранных дел Республики Беларусь, обменявшись с ним мнениями по «наиболее актуальным вопросам мировой и региональной повестки дня».
В апреле 1999 года во время избирательной кампании Кедми инициировал публичное обсуждение своих разногласий с Биньямином Нетаньяху. Он атаковал премьер-министра за «предательство интересов алии из СНГ» и «разрушение отношения с Россией». В то время он предупреждал, что «Нетаньяху — опасный премьер-министр для Израиля. Опасен его образ мыслей, опасен путь принятия им решений, и это может привести государство к трагедии». Кедми поддержал кандидатуру Эхуда Барака и способствовал его поддержке со стороны русскоязычной общины.

### Участие в российских СМИ
С 2010-х годов Яков Кедми регулярно выступает с политическими комментариями на российском телевидении и радио, выступая с пророссийских позиций, фактически став российским пропагандистом. Особенно часто появляется на радиостанции «Вести-FM», а также в программе Владимира Соловьёва на телеканале «Россия».
В феврале 2022 года поддержал вторжение России на Украину, в дальнейшем скептически оценив его ход.

## Санкции
19 октября 2022 года, как пропагандист, включён в санкционный список Украины, а 25 февраля 2023 года против Кедми были введены персональные санкции стран Европейского союза.
В качестве обоснования включения Кедми в санкционный список Советом Евросоюза было указано:

«Яков Кедми (Казаков) — политический обозреватель и постоянный участник передач государственных телеканалов и прокремлёвской пропаганды. Его заявления по Украине совпадают с самыми спорными заявлениями российских чиновников и пропагандистов. Яаков Кедми (Казаков) критиковал Украину, обвинял украинское руководство в нацизме и в том, что оно представляет военную угрозу так называемым Донецкой и Луганской народным республикам и России. Он оправдывал агрессивную войну России против Украины, заявляя, что она неизбежна. Яков Кедми (Казаков) заявил, что России необходимо контролировать украинские территории, и ставил под сомнение государственность Украины. Он утверждал, что любая территория Украины, остающаяся под украинским контролем, будет представлять угрозу для России, так как она превратится в военную базу для использования против России. Он не исключал варианта оккупации российской армией всей Украины, полного уничтожения украинской армии и полной ликвидации нынешнего украинского руководства».
Оригинальный текст (англ.)Yakov Kedmi (Kazakov) is a political commentator and regular participant on State TV and pro-Kremlin propaganda shows. His statements on Ukraine match the most controversial claims of Russian officials and propagandists. Yaakov Kedmi (Kazakov) has criticised Ukraine, accused the Ukrainian leadership of Nazism, and of being a military threat to the so-called Donetsk and Luhansk Peoples’ Republics and Russia. He has justified Russia’s war of aggression against Ukraine, saying it was inevitable. Yakov Kedmi (Kazakov) has stated that Russia needs to control Ukrainian territories and questioned Ukraine’s statehood. He has claimed that any territory of Ukraine remaining under Ukrainian control will be a threat to Russia, as it will
turn into a military base to be used against Russia. He has not excluded the option that the Russian army would occupy all of Ukraine, completely destroying the Ukrainian army and completely liquidating the current Ukrainian leadership.
По аналогичным основаниям находится под санкциями Швейцарии. Ранее Кедми был внесён ФБК в список коррупционеров и разжигателей войны (раздел «пропагандисты, сотрудники федеральных СМИ»), как российский пропагандист и постоянный участник российских пропагандистских телепередач, с предложением введения против него международных санкций.

## Семья
Жена Эдит — химик-пищевик, работала в Министерстве обороны. После 39 лет работы вышла на пенсию. У семьи Кедми трое детей — два сына и дочь.
Дочь Ревиталь окончила Академию искусств «Бецалель». Старший сын окончил Тель-Авивский университет и Еврейский университет в Иерусалиме по специальностям «международные отношения», «экономика, финансы и финансирование». Младший окончил Междисциплинарный колледж в Герцлии по специальностям «юриспруденция», «государственное управление» и «политика».

## Публикации и выступления
Яков Кедми опубликовал книгу мемуаров «Безнадёжные войны» («ивр. מלחמות אבודות‎»). В переводе на русский книга вышла в 2011 году. В этой книге Кедми хвалит Андропова: «Андропов был убежденным коммунистом, но более интеллигентным и думающим, чем большинство его соратников по партии».
В 2017 году вышла книга Якова Кедми «Диалоги» в соавторстве с другим регулярным участником шоу Соловьева Евгением Сатановским.
В 2020 году Яков Кедми опубликовал книгу «Тайные пружины».